# Ponte da Amizade
De Ponte da Amizade (vertaald: Vriendschapsbrug) is een brug in Macau, in de Volksrepubliek China. Het is een tweerichtingsbrug met per richting twee rijbanen die het schiereiland Macau bij het Reservoir verbindt met het eiland Taipa. Ze is na de Ponte de Sai Van en de Ponte Governador Nobre de Carvalho de derde brug die deze twee delen met elkaar verbindt en is de langste van de drie. Ze wordt ook wel aangeduid als de New Macau-Taipa Bridge.
De bouw startte in juni 1990 en werd opengesteld voor het verkeer in maart 1994. Ze heeft een lengte van 4,7 kilometer met inbegrip van 800 meter van het verbindende viaduct en een breedte van 18 meter. Er zijn twee verhogingen in de brug om het maritieme verkeer te laten passeren. Het hoogste punt van de brug ligt op 30 meter boven zeeniveau. De twee ingangen op het schiereiland zijn op de Avenida da Amizade bij de Hongkong-Macau Veerbootterminal en aan de Avenida da Ponte da Amizade in Areia Preta. De twee ingangen op de noordelijke helling van Taipa zijn Estrada de Pac On, die aansluit op Pac On, en op Estrada Almirante Magalhães Correia, die aansluit bij het Centro van Taipa.
De Ponte da Amizade is de meest oostelijke brug van de drie bruggen van Macau die het schiereiland verbinden met Taipa. De twee andere bruggen zijn de Ponte de Sai Van (de westelijke brug) en de Ponte Governador Nobre de Carvalho (de middelste brug). Vanaf het Macau Wetenschapscentrum heeft men goed uitzicht op de brug.